# Elecciones al Congreso de los Diputados de noviembre de 2019 (Las Palmas)
Las elecciones al Congreso de los Diputados de 2019 se celebraron en la provincia de Las Palmas de Gran Canaria el domingo 10 de noviembre, como parte de las elecciones generales convocadas por Real Decreto dispuesto el 4 de marzo de 2019 y publicado en el Boletín Oficial del Estado el día siguiente. Se eligieron los 8 diputados del Congreso correspondientes a la circunscripción electoral de Las Palmas, mediante un sistema proporcional (método d'Hondt) con listas cerradas y un umbral electoral del 3%.

## Resultados
Los comicios depararon 3 escaños al Partido Socialista Obrero Español, 2 a al Partido Popular y 1 a Vox, Unidas Podemos y a la coalición Coalición Canaria-Nueva Canarias.
| Candidatura                                          | Candidatura                                          | Votos   | %                                        | Escaños                                  |
| ---------------------------------------------------- | ---------------------------------------------------- | ------- | ---------------------------------------- | ---------------------------------------- |
|                                                      | Partido Socialista Obrero Español (PSOE)             | 141 078 | 29,39                                    | 3                                        |
|                                                      | Partido Popular (PP)                                 | 103 375 | 21,54                                    | 2                                        |
|                                                      | Unidas Podemos (UP)                                  | 74 648  | 15,55                                    | 1                                        |
|                                                      | Vox (Vox)                                            | 64 515  | 13,44                                    | 1                                        |
|                                                      | Coalición Canaria-Nueva Canarias (CC-NC)             | 48 028  | 10,01                                    | 1                                        |
|                                                      |                                                      |         |                                          |                                          |
| Ciudadanos-Partido de la Ciudadanía (Cs)             | Ciudadanos-Partido de la Ciudadanía (Cs)             | 28 018  | 5,84                                     | 0                                        |
| Más País-Equo                                        | Más País-Equo                                        | 8389    | 1,75                                     | 0                                        |
| Partido Animalista Contra el Maltrato Animal (PACMA) | Partido Animalista Contra el Maltrato Animal (PACMA) | 5796    | 1,21                                     | 0                                        |
| Verdes                                               | Verdes                                               | 1864    | 0,39                                     | 0                                        |
| Ahora Canarias (Ahora Canaria)                       | Ahora Canarias (Ahora Canaria)                       | 1110    | 0,23                                     | 0                                        |
| Partido Comunista del Pueblo Español (PCPE)          | Partido Comunista del Pueblo Español (PCPE)          | 728     | 0,15                                     | 0                                        |
| Por un Mundo más Justo (PUM+J)                       | Por un Mundo más Justo (PUM+J)                       | 552     | 0,12                                     | 0                                        |
| Recortes Cero-Grupo Verde (R0-GV)                    | Recortes Cero-Grupo Verde (R0-GV)                    | 505     | 0,11                                     | 0                                        |
| Contigo                                              | Contigo                                              | 358     | 0,07                                     | 0                                        |
| Partido Humanista (PH)                               | Partido Humanista (PH)                               | 276     | 0,06                                     | 0                                        |
| Votos válidos                                        | Votos válidos                                        | 479 953 | 100,00                                   | 8                                        |
| Votos nulos                                          | Votos nulos                                          | 5426    | Participación: · \| \| 56.14 % \| 11,02% | Participación: · \| \| 56.14 % \| 11,02% |
| Votantes                                             | Votantes                                             | 489 354 | Participación: · \| \| 56.14 % \| 11,02% | Participación: · \| \| 56.14 % \| 11,02% |
| Electores                                            | Electores                                            | 871 728 | Participación: · \| \| 56.14 % \| 11,02% | Participación: · \| \| 56.14 % \| 11,02% |
|                                                      | 56.14 %                                              |         |                                          |                                          |

## Diputados electos
Relación de diputados electos:
| N.º | Nombre                        | Lista | Lista          |
| --- | ----------------------------- | ----- | -------------- |
| 1   | Elena Máñez Rodríguez         |       | PSOE           |
| 2   | Guillermo Carlos Mariscal     |       | PP             |
| 3   | María Victoria Rosell Aguilar |       | Unidas Podemos |
| 4   | Luc André Diouf Dioh          |       | PSOE           |
| 5   | José María Vázquez Álvarez    |       | Vox            |
| 6   | María Auxiliadora Pérez Díaz  |       | PP             |
| 7   | Ariagona González Pérez       |       | PSOE           |
| 8   | Pedro Quevedo Iturbe          |       | CC-NC          |